# Maicosuel
Maicosuel Reginaldo de Matos (Cosmópolis, 16 giugno 1986) è un ex calciatore brasiliano, 
di ruolo centrocampista.

## Carriera

### Club

#### Brasile e Germania
Chiamato O Mago, dopo essersi messo in mostra con la maglia del Paraná Clube, è stato acquistato dal Cruzeiro nel 2007. Nel club mineiro il giocatore non è mai riuscito ad assicurarsi una presenza stabile nella formazione titolare, limitandosi al ruolo di rincalzo. È stato comunque acquistato dalla Traffic Sports, una società di investimenti, nel giugno del 2008, lasciando il Cruzeiro.
Il 21 aprile 2009 l'Hoffenheim ha acquistato il giocatore per 4,5 milioni di euro, facendogli sottoscrivere un contratto quinquennale. Nel giugno 2010 torna al Botafogo che lo acquista per 4 milioni di euro, facendogli firmare un contratto sino al 2012.

#### Udinese
Il 13 luglio 2012 passa alla società italiana dell'Udinese a titolo definitivo per 5,3 milioni di euro, con la quale firma un contratto di durata quinquennale.
La sua prima presenza con la maglia bianconera arriva all'andata dei preliminari di Champions League subentrando a Diego Fabbrini verso la fine del secondo tempo. Il 25 agosto all'esordio in massima serie, segna la sua prima rete in Serie A in casa della Fiorentina al 28' grazie all'assist di Luis Muriel; la partita viene poi persa 2-1 dai friulani.
Il 28 agosto è protagonista in negativo dell'eliminazione ai preliminari di Champions League contro lo Sporting Braga, fallendo il rigore che avrebbe deciso la qualificazione nel tentativo di fare un cucchiaio. Successivamente non viene incluso nella lista per l'Europa League.
Fa ritorno sul campo nella sconfitta subita contro il Napoli allo stadio San Paolo, nella partita finita 2-1 per i padroni di casa e in cui ha eseguito l'assist decisivo per il gol di Giampiero Pinzi. Successivamente realizza l'unico goal della partita casalinga della sua squadra, vinta 1-0 contro il Pescara.

#### Il ritorno in patria
Il 1º luglio 2014 si trasferisce a titolo definitivo all'Atlético Mineiro, con cui firma un contratto di cinque anni. Il 28 luglio 2015 viene ceduto in prestito con diritto di riscatto allo Sharjah, facendo però ritorno alla squadra brasiliana a fine stagione.

## Statistiche

### Presenze e reti nei club
Aggiornato al 22 febbraio 2018.
| Stagione                | Squadra                 | Campionato              | Campionato | Campionato | Coppe nazionali | Coppe nazionali | Coppe nazionali | Coppe continentali | Coppe continentali | Coppe continentali | Altre coppe | Altre coppe | Altre coppe | Totale | Totale |
| Stagione                | Squadra                 | Comp                    | Pres       | Reti       | Comp            | Pres            | Reti            | Comp               | Pres               | Reti               | Comp        | Pres        | Reti        | Pres   | Reti   |
| ----------------------- | ----------------------- | ----------------------- | ---------- | ---------- | --------------- | --------------- | --------------- | ------------------ | ------------------ | ------------------ | ----------- | ----------- | ----------- | ------ | ------ |
| 2005                    | Paraná                  | A                       | 14         | 0          | CB              | 0               | 0               | -                  | -                  | -                  | -           | -           | -           | 14     | 0      |
| 2006                    | Paraná                  | A                       | 31         | 4          | CB              | 0               | 0               | CS                 | 1                  | 0                  | -           | -           | -           | 32     | 4      |
| Totale Paraná           | Totale Paraná           | Totale Paraná           | 45         | 4          |                 | 0               | 0               |                    | 1                  | 0                  |             | -           | -           | 46     | 4      |
| 2007                    | Cruzeiro                | A                       | 24         | 1          | CB              | 0               | 0               | -                  | -                  | -                  | -           | -           | -           | 24     | 1      |
| 2008                    | Cruzeiro                | A                       | 3          | 1          | CB              | 0               | 0               | -                  | -                  | -                  | -           | -           | -           | 3      | 1      |
| Totale Cruzeiro         | Totale Cruzeiro         | Totale Cruzeiro         | 27         | 2          |                 | 0               | 0               |                    | 0                  | 0                  |             | -           | -           | 27     | 2      |
| 2008                    | Palmeiras               | A                       | 14         | 1          | CB              | 0               | 0               | CS                 | 6                  | 0                  | -           | -           | -           | 20     | 1      |
| 2009                    | Botafogo                | A                       | 16         | 10         | CB              | 3               | 1               | -                  | -                  | -                  | -           | -           | -           | 19     | 11     |
| 2009-2010               | Hoffenheim              | BL                      | 27         | 3          | CG              | 4               | 2               | -                  | -                  | -                  | -           | -           | -           | 31     | 5      |
| 2010                    | Botafogo                | A                       | 13         | 2          | CB              | 0               | 0               | -                  | -                  | -                  | -           | -           | -           | 13     | 2      |
| 2011                    | Botafogo                | A                       | 35         | 4          | CB              | 0               | 0               | CS                 | 2                  | 1                  | -           | -           | -           | 37     | 5      |
| 2012                    | Botafogo                | A                       | 6          | 0          | CB              | 4               | 0               | -                  | -                  | -                  | -           | -           | -           | 10     | 0      |
| Totale Botafogo         | Totale Botafogo         | Totale Botafogo         | 54         | 6          |                 | 4               | 0               |                    | 2                  | 1                  |             | -           | -           | 79     | 18     |
| 2012-2013               | Udinese                 | A                       | 20         | 2          | CI              | 1               | 0               | UCL+UEL            | 2+0                | 0                  | -           | -           | -           | 23     | 2      |
| 2013-2014               | Udinese                 | A                       | 19         | 1          | CI              | 1               | 1               | UEL                | 4                  | 0                  | -           | -           | -           | 24     | 2      |
| Totale Udinese          | Totale Udinese          | Totale Udinese          | 39         | 3          |                 | 2               | 1               |                    | 6                  | 0                  |             | -           | -           | 47     | 4      |
| 2014                    | Atlético Mineiro        | A                       | 15         | 1          | CB              | 5               | 1               | -                  | -                  | -                  | RES         | 2           | 1           | 22     | 3      |
| 2015                    | Atlético Mineiro        | M1/MG+A                 | 9+12       | 0+2        | CB              | 0               | 0               | CL                 | 5                  | 0                  | -           | -           | -           | 26     | 2      |
| Totale Atlético Mineiro | Totale Atlético Mineiro | Totale Atlético Mineiro | 27         | 3          |                 | 3               | 0               |                    | 7                  | 1                  |             | -           | -           | 37     | 4      |
| 2015-2016               | Sharjah                 | AGL                     | 26         | 5          | CPA             | 6               | 2               | -                  | -                  | -                  | -           | -           | -           | 32     | 7      |
| 2016                    | Atlético Mineiro        | A                       | 14         | 2          | CB              | 3               | 0               | -                  | -                  | -                  | -           | -           | -           | 17     | 2      |
| 2017                    | Atlético Mineiro        | M1/MG+A                 | 6+0        | 1+0        | -               | -               | -               | CL                 | 2                  | 0                  | -           | -           | -           | 8      | 1      |
| 2018                    | Grêmio                  | PD/RS+A                 | 3+3        | 0+0        | CB              | 1               | 0               | CL                 | 3                  | 0                  | RS          | 2           | 0           | 12     | 0      |
| Totale carriera         | Totale carriera         | Totale carriera         | 237        | 23         |                 | 14              | 3               |                    | 25                 | 2                  |             | 2           | 0           | 278    | 32     |

## Palmarès

### Club

#### Competizioni statali
- Campeonato Paranaense: 1

Paraná: 2006
- Campeonato Mineiro: 2

Cruzeiro: 2008
Atlético Mineiro: 2017
- Taça Guanabara: 1

Botafogo: 2009

#### Competizioni nazionali
- Coppa del Brasile: 1

Atlético Mineiro: 2014

#### Competizioni internazionali
- Recopa Sudamericana: 2

Atlético Mineiro: 2014
Grêmio: 2018